# مارک هیلی
مارک هیلی (انگلیسی: Mark Heeley؛ زادهٔ ۸ سپتامبر ۱۹۵۹) بازیکن فوتبال اهل بریتانیا است.
از باشگاه‌هایی که در آن بازی کرده‌است می‌توان به باشگاه فوتبال آرسنال، باشگاه فوتبال نورث‌همپتون تاون، باشگاه فوتبال پیتربورو یونایتد، باشگاه فوتبال آیلزبری یونایتد، باشگاه فوتبال استمفورد، و باشگاه فوتبال باکینگهام تاون اشاره کرد.